# Warcraft Rumble
Warcraft Rumble, раніше відома як Warcraft Arclight Rumble — стратегічна мобільна відеогра 2023 року жанру «захист вежами», що розповсюджується безплатно та була розроблена й видана американською компанією Blizzard Entertainment 3 листопада 2023 року для iOS та Android. Події гри відбуваються у всесвіті Warcraft.

## Ігролад
Warcraft Rumble це стратегічна відеогра жанру «захист вежами», дія якої відбувається у світі Warcraft. Окрім кооперативного та багатоосібного режимів, присутня сюжетна кампанія для одного гравця. Концепт гри у тому, що гравець мусить витрачати золото, яке з'являється само по собі, для створення військ, які також б'ються самі по собі. Ці війська можуть брати цілі, щоб збільшити запас золота та вступати в бої з ворожими силами. Після того, як війська дійшли та перемогли ворожого лідера, гра закінчується.
Війська розділені на декілька категорій, які тут називаються «родинами». Кожна така родина містить сильні групи з різними лідерами, які керують військами.

## Розробка
У 2021 році Warcraft Rumble перейшла на стадію альфаверсії. 3 травня 2022 року про гру було офіційно оголошено Blizzard Entertainment під назвою Warcraft Arclight Rumble, але згодом назву було спрощено до Warcraft Rumble. Відеогра вийшла 3 листопада 2023 року, що збіглося з BlizzCon 2023.